# Colbie Caillat/Diskografie
Diese Diskografie ist eine Übersicht über die musikalischen Werke der US-amerikanischen Pop-Sängerin Colbie Caillat. Den Schallplattenauszeichnungen zufolge hat sie bisher mehr als 25,8 Millionen Tonträger verkauft, davon alleine in ihrer Heimat über 23,5 Millionen. Ihre erfolgreichste Veröffentlichung ist die Single Bubbly mit über 7,7 Millionen verkauften Einheiten.

## Alben

### Studioalben
| Jahr | Titel Musiklabel                            | Höchstplatzierung, Gesamtwochen, AuszeichnungChartplatzierungen (Jahr, Titel, Musiklabel, Platzierungen, Wochen, Auszeichnungen, Anmerkungen) | Höchstplatzierung, Gesamtwochen, AuszeichnungChartplatzierungen (Jahr, Titel, Musiklabel, Platzierungen, Wochen, Auszeichnungen, Anmerkungen) | Höchstplatzierung, Gesamtwochen, AuszeichnungChartplatzierungen (Jahr, Titel, Musiklabel, Platzierungen, Wochen, Auszeichnungen, Anmerkungen) | Höchstplatzierung, Gesamtwochen, AuszeichnungChartplatzierungen (Jahr, Titel, Musiklabel, Platzierungen, Wochen, Auszeichnungen, Anmerkungen) | Höchstplatzierung, Gesamtwochen, AuszeichnungChartplatzierungen (Jahr, Titel, Musiklabel, Platzierungen, Wochen, Auszeichnungen, Anmerkungen) | Anmerkungen                                                 |
| Jahr | Titel Musiklabel                            | DE | AT | CH | UK | US | Anmerkungen                                                 |
| ---- | ------------------------------------------- | --- | --- | --- | --- | --- | ----------------------------------------------------------- |
| 2007 | Coco Universal Republic (UMG)               | DE15 Gold · (24 Wo.)DE | AT26 (12 Wo.)AT | CH23 Gold · (38 Wo.)CH | UK44 Silber · (5 Wo.)UK | US5 ×3Dreifachplatin · (79 Wo.)US | Erstveröffentlichung: 13. Juli 2007 Verkäufe: + 3.260.000   |
| 2009 | Breakthrough Universal Republic (UMG)       | DE9 (8 Wo.)DE | AT10 (6 Wo.)AT | CH10 (8 Wo.)CH | — | US1 Platin · (56 Wo.)US | Erstveröffentlichung: 21. August 2009 Verkäufe: + 1.005.000 |
| 2011 | All of You Universal Republic (UMG)         | DE11 (7 Wo.)DE | AT24 (7 Wo.)AT | CH7 (8 Wo.)CH | — | US6 (17 Wo.)US | Erstveröffentlichung: 8. Juli 2011                          |
| 2014 | Gypsy Heart Republic Records (UMG)          | — | — | CH62 (1 Wo.)CH | — | US17 (14 Wo.)US | Erstveröffentlichung: 30. September 2014                    |
| 2016 | The Malibu Sessions PlummyLou Records (UMG) | — | — | — | — | US35 (1 Wo.)US | Erstveröffentlichung: 7. Oktober 2016                       |
| 2023 | Along the Way Blue Jean Baby (BJB)          | — | — | CH85 (1 Wo.)CH | — | — | Erstveröffentlichung: 6. Oktober 2023                       |

### Weihnachtsalben
| Jahr | Titel                                          | Höchstplatzierung, Gesamtwochen, AuszeichnungChartplatzierungen (Jahr, Titel, Platzierungen, Wochen, Auszeichnungen, Anmerkungen) | Höchstplatzierung, Gesamtwochen, AuszeichnungChartplatzierungen (Jahr, Titel, Platzierungen, Wochen, Auszeichnungen, Anmerkungen) | Höchstplatzierung, Gesamtwochen, AuszeichnungChartplatzierungen (Jahr, Titel, Platzierungen, Wochen, Auszeichnungen, Anmerkungen) | Höchstplatzierung, Gesamtwochen, AuszeichnungChartplatzierungen (Jahr, Titel, Platzierungen, Wochen, Auszeichnungen, Anmerkungen) | Höchstplatzierung, Gesamtwochen, AuszeichnungChartplatzierungen (Jahr, Titel, Platzierungen, Wochen, Auszeichnungen, Anmerkungen) | Anmerkungen                            |
| Jahr | Titel                                          | DE | AT | CH | UK | US | Anmerkungen                            |
| ---- | ---------------------------------------------- | --- | --- | --- | --- | --- | -------------------------------------- |
| 2012 | Christmas in the Sand Universal Republic (UMG) | — | — | — | — | US41 (9 Wo.)US | Erstveröffentlichung: 23. Oktober 2012 |

### EPs
| Jahr | Titel Musiklabel                               | Höchstplatzierung, Gesamtwochen, AuszeichnungChartplatzierungen (Jahr, Titel, Musiklabel, Platzierungen, Wochen, Auszeichnungen, Anmerkungen) | Höchstplatzierung, Gesamtwochen, AuszeichnungChartplatzierungen (Jahr, Titel, Musiklabel, Platzierungen, Wochen, Auszeichnungen, Anmerkungen) | Höchstplatzierung, Gesamtwochen, AuszeichnungChartplatzierungen (Jahr, Titel, Musiklabel, Platzierungen, Wochen, Auszeichnungen, Anmerkungen) | Höchstplatzierung, Gesamtwochen, AuszeichnungChartplatzierungen (Jahr, Titel, Musiklabel, Platzierungen, Wochen, Auszeichnungen, Anmerkungen) | Höchstplatzierung, Gesamtwochen, AuszeichnungChartplatzierungen (Jahr, Titel, Musiklabel, Platzierungen, Wochen, Auszeichnungen, Anmerkungen) | Anmerkungen                           |
| Jahr | Titel Musiklabel                               | DE | AT | CH | UK | US | Anmerkungen                           |
| ---- | ---------------------------------------------- | --- | --- | --- | --- | --- | ------------------------------------- |
| 2008 | Coco: Summer Sessions Universal Republic (UMG) | — | — | — | — | US176 (1 Wo.)US | Erstveröffentlichung: 17. Juli 2007   |
| 2010 | iTunes Session Universal Republic (UMG)        | — | — | — | — | US72 (1 Wo.)US | Erstveröffentlichung: 26. Januar 2010 |
| 2012 | iTunes Live Universal Republic (UMG)           | — | — | — | — | US160 (1 Wo.)US | Erstveröffentlichung: Februar 2012    |
| 2014 | Gypsy Heart: Side A Republic Records (UMG)     | — | — | — | — | US32 (3 Wo.)US | Erstveröffentlichung: 9. Juni 2014    |

## Singles

### Als Leadmusikerin
| Jahr | Titel Album                                                    | Höchstplatzierung, Gesamtwochen, AuszeichnungChartplatzierungen (Jahr, Titel, Album, Platzierungen, Wochen, Auszeichnungen, Anmerkungen) | Höchstplatzierung, Gesamtwochen, AuszeichnungChartplatzierungen (Jahr, Titel, Album, Platzierungen, Wochen, Auszeichnungen, Anmerkungen) | Höchstplatzierung, Gesamtwochen, AuszeichnungChartplatzierungen (Jahr, Titel, Album, Platzierungen, Wochen, Auszeichnungen, Anmerkungen) | Höchstplatzierung, Gesamtwochen, AuszeichnungChartplatzierungen (Jahr, Titel, Album, Platzierungen, Wochen, Auszeichnungen, Anmerkungen) | Höchstplatzierung, Gesamtwochen, AuszeichnungChartplatzierungen (Jahr, Titel, Album, Platzierungen, Wochen, Auszeichnungen, Anmerkungen) | Anmerkungen                                                  |
| Jahr | Titel Album                                                    | DE | AT | CH | UK | US | Anmerkungen                                                  |
| ---- | -------------------------------------------------------------- | --- | --- | --- | --- | --- | ------------------------------------------------------------ |
| 2007 | Bubbly Coco                                                    | DE10 Gold · (19 Wo.)DE | AT6 (28 Wo.)AT | CH11 (52 Wo.)CH | UK58 Gold · (9 Wo.)UK | US5 ×6Sechsfachplatin + Gold (Mastertone) · (44 Wo.)US                                                                                   | Erstveröffentlichung: 15. Mai 2007 Verkäufe: + 7.855.000     |
| 2007 | Mistletoe Christmas in the Sand (Deluxe Version)               | — | — | — | — | US75 (4 Wo.)US | Erstveröffentlichung: 20. November 2007                      |
| 2008 | Realize Coco                                                   | — | — | — | — | US20 ×2Doppelplatin · (26 Wo.)US | Erstveröffentlichung: 29. Januar 2008 Verkäufe: + 2.000.000  |
| 2008 | The Little Things Coco                                         | DE51 (7 Wo.)DE | AT60 (4 Wo.)AT | — | — | — | Erstveröffentlichung: 7. März 2008                           |
| 2008 | Dreams Collide Coco                                            | — | — | — | — | US96 (1 Wo.)US | Erstveröffentlichung: 3. Mai 2008                            |
| 2008 | Somethin’ Special (Beijing Olympic Mix) AT&T Team USA (O.S.T.) | — | — | — | — | US98 (1 Wo.)US | Erstveröffentlichung: 29. Juli 2008                          |
| 2009 | Fallin’ for You Breakthrough                                   | DE16 (10 Wo.)DE | AT13 (15 Wo.)AT | CH21 (10 Wo.)CH | — | US12 ×2Doppelplatin · (31 Wo.)US | Erstveröffentlichung: 29. Juni 2009 Verkäufe: + 2.030.000    |
| 2010 | I Never Told You Breakthrough                                  | — | — | — | — | US48 ×2Doppelplatin · (19 Wo.)US | Erstveröffentlichung: 16. Februar 2010 Verkäufe: + 2.030.000 |
| 2011 | I Do All of You                                                | DE33 (13 Wo.)DE | AT30 (15 Wo.)AT | — | — | US23 Gold · (9 Wo.)US | Erstveröffentlichung: 7. Februar 2011 Verkäufe: + 560.000    |
| 2011 | Brighter Than the Sun All of You                               | DE44 (14 Wo.)DE | AT31 (10 Wo.)AT | CH55 (5 Wo.)CH | — | US47 Platin · (25 Wo.)US | Erstveröffentlichung: 23. Mai 2011 Verkäufe: + 1.030.000     |
| 2011 | What If All of You                                             | — | — | — | — | US77 (1 Wo.)US | Erstveröffentlichung: 16. Juli 2011                          |
| 2014 | Hold On Gypsy Heart                                            | DE55 (5 Wo.)DE | — | — | — | — | Erstveröffentlichung: 14. Februar 2014                       |
| 2014 | Try Gypsy Heart                                                | — | — | — | — | US55 Platin · (20 Wo.)US | Erstveröffentlichung: 9. Juni 2014 Verkäufe: + 1.125.000     |
| 2016 | Goldmine The Malibu Sessions                                   | — | — | — | — | — | Erstveröffentlichung: 22. Juli 2016                          |
| 2023 | Worth It Along the Way                                         | — | — | — | — | — | Erstveröffentlichung: 21. April 2023                         |
| 2023 | Pretend Along the Way                                          | — | — | — | — | — | Erstveröffentlichung: 9. Juni 2023                           |

### Als Gastmusikerin
| Jahr | Titel Album                               | Höchstplatzierung, Gesamtwochen, AuszeichnungChartplatzierungen (Jahr, Titel, Album, Platzierungen, Wochen, Auszeichnungen, Anmerkungen) | Höchstplatzierung, Gesamtwochen, AuszeichnungChartplatzierungen (Jahr, Titel, Album, Platzierungen, Wochen, Auszeichnungen, Anmerkungen) | Höchstplatzierung, Gesamtwochen, AuszeichnungChartplatzierungen (Jahr, Titel, Album, Platzierungen, Wochen, Auszeichnungen, Anmerkungen) | Höchstplatzierung, Gesamtwochen, AuszeichnungChartplatzierungen (Jahr, Titel, Album, Platzierungen, Wochen, Auszeichnungen, Anmerkungen) | Höchstplatzierung, Gesamtwochen, AuszeichnungChartplatzierungen (Jahr, Titel, Album, Platzierungen, Wochen, Auszeichnungen, Anmerkungen) | Anmerkungen                                                                                    |
| Jahr | Titel Album                               | DE | AT | CH | UK | US | Anmerkungen                                                                                    |
| --- | ----------------------------------------- | --- | --- | --- | --- | --- | ---------------------------------------------------------------------------------------------- |
| 2008 | You Sehnsucht                             | DE19 (6 Wo.)DE | AT64 (3 Wo.)AT | — | — | — | Erstveröffentlichung: 31. Oktober 2008 Schiller feat. Colbie Caillat                           |
| 2009 | Lucky We Sing. We Dance. We Steal Things. | DE22 (9 Wo.)DE | AT44 (7 Wo.)AT | CH21 (30 Wo.)CH | UK— SilberUK | US48 ×4Vierfachplatin · (20 Wo.)US | Erstveröffentlichung: 10. Januar 2009 Verkäufe: + 4.415.000; Jason Mraz feat. Colbie Caillat   |
| 2015 | Love Song to the Earth –                  | — | — | — | — | — | Erstveröffentlichung: 11. September 2015 Verkäufe: + 11.000; als Teil von Friends of the Earth |
| Folgende Lieder erschienen nicht als Single, wurden aber durch das Album zum Download und Streaming bereitgestellt und konnten somit eine Platzierung erlangen: |                                           | | | | | |                                                                                                |
| |                                           | | | | | |                                                                                                |
| 2008 | Breathe Fearless                          | — | — | — | — | US72 Gold · (2 Wo.)US | Charteinstieg: 29. November 2008 Verkäufe: + 535.000; Taylor Swift feat. Colbie Caillat        |

## Musikvideos
| Jahr | Titel                                   | Regie           |
| ---- | --------------------------------------- | --------------- |
| 2007 | Bubbly                                  | Liz Friedlander |
| 2007 | Realize                                 | Philip Andelman |
| 2008 | The Little Things                       | Darren Doane    |
| 2008 | Kiss the Girl                           | Colbie Caillat  |
| 2008 | Somethin’ Special (Beijing Olympic Mix) |                 |
| 2008 | You                                     |                 |
| 2009 | Lucky                                   | Darren Doane    |
| 2009 | Fallin’ For You                         | The Malloys     |
| 2010 | I Never Told You                        | Roman White     |
| 2010 | 25 Days of Christmas                    |                 |
| 2011 | I Do                                    | Ethan Lader     |
| 2011 | Brighter Than the Sun                   |                 |
| 2015 | Love Song to the Earth                  | Trey Fanjoy     |

## Sonderveröffentlichungen
Gastbeiträge
- 2008: Hoy me voy (Juanes feat. Colbie Caillat)
- 2011: Entre tus alas (Camila feat. Colbie Caillat)

## Statistik

### Chartauswertung
|                     | DE    | AT    | CH    | UK    | US     |
| ------------------- | ----- | ----- | ----- | ----- | ------ |
| Nummer-eins-Alben   | DE—DE | AT—AT | CH—CH | UK—UK | US1US  |
| Top-10-Alben        | DE1DE | AT1AT | CH2CH | UK—UK | US3US  |
| Alben in den Charts | DE3DE | AT3AT | CH5CH | UK1UK | US10US |

|                       | DE    | AT    | CH    | UK    | US     |
| --------------------- | ----- | ----- | ----- | ----- | ------ |
| Nummer-eins-Singles   | DE—DE | AT—AT | CH—CH | UK—UK | US—US  |
| Top-10-Singles        | DE1DE | AT1AT | CH—CH | UK—UK | US1US  |
| Singles in den Charts | DE8DE | AT7AT | CH4CH | UK1UK | US13US |

### Auszeichnungen für Musikverkäufe
| Goldene Schallplatte - Australien - 2008: für das Album Coco - 2024: für die Single Breathe - Belgien - 2008: für die Single Bubbly - Brasilien - 2024: für die Single I Never Told You - 2024: für die Single Fallin’ for You - 2024: für die Single Brighter Than the Sun - 2024: für die Single Midnight Bottle - Dänemark - 2018: für die Single Try - 2021: für die Single Lucky - Niederlande - 2008: für das Album Coco - Schweden - 2014: für die Single Try - Singapur - 2019: für das Album Breakthrough - 2021: für das Album Coco - Spanien - 2024: für die Single Lucky | Platin-Schallplatte - Brasilien - 2024: für die Single I Do - 2024: für die Single Try - Dänemark - 2020: für die Single Bubbly - Kanada - 2023: für die Single Lucky - Neuseeland - 2022: für das Album Coco 2× Platin-Schallplatte - Neuseeland - 2025: für die Single Lucky 3× Platin-Schallplatte - Brasilien - 2024: für die Single Bubbly - Neuseeland - 2024: für die Single Bubbly 6× Platin-Schallplatte - Australien - 2022: für die Single Bubbly |

Anmerkung: Auszeichnungen in Ländern aus den Charttabellen bzw. Chartboxen sind in ebendiesen zu finden.
| Land/RegionAuszeichnungen für Musikverkäufe (Land/Region, Auszeichnungen, Verkäufe, Quellen) | Silber     | Gold       | Platin       | Verkäufe   | Quellen              |
| -------------------------------------------------------------------------------------------- | ---------- | ---------- | ------------ | ---------- | -------------------- |
| Australien (ARIA)                                                                            | —          | 2× Gold2   | 6× Platin6   | 490.000    | aria.com.au          |
| Belgien (BRMA)                                                                               | —          | Gold1      | —            | 25.000     | ultratop.be          |
| Brasilien (PMB)                                                                              | —          | 4× Gold4   | 5× Platin5   | 420.000    | pro-musicabr.org.br  |
| Dänemark (IFPI)                                                                              | —          | 2× Gold2   | Platin1      | 180.000    | ifpi.dk              |
| Deutschland (BVMI)                                                                           | —          | 2× Gold2   | —            | 250.000    | musikindustrie.de    |
| Kanada (MC)                                                                                  | —          | —          | Platin1      | 80.000     | musiccanada.com      |
| Neuseeland (RMNZ)                                                                            | —          | —          | 6× Platin6   | 165.000    | radioscope.co.nz NZ2 |
| Niederlande (NVPI)                                                                           | —          | Gold1      | —            | 30.000     | nvpi.nl              |
| Schweden (IFPI)                                                                              | —          | Gold1      | —            | 20.000     | sverigetopplistan.se |
| Schweiz (IFPI)                                                                               | —          | Gold1      | —            | 15.000     | hitparade.ch         |
| Singapur (RIAS)                                                                              | —          | 2× Gold2   | —            | 10.000     | rias.org.sg          |
| Spanien (Promusicae)                                                                         | —          | Gold1      | —            | 30.000     | elportaldemusica.es  |
| Vereinigte Staaten (RIAA)                                                                    | —          | 3× Gold3   | 22× Platin22 | 23.500.000 | riaa.com             |
| Vereinigtes Königreich (BPI)                                                                 | 2× Silber2 | Gold1      | —            | 660.000    | bpi.co.uk            |
| Insgesamt                                                                                    | 2× Silber2 | 21× Gold21 | 41× Platin41 |            |                      |